# Богдан Брецељ
Богдан Брецељ (Горица, 5. јун 1906 — Љубљана, 9. септембар 1986) био је учесник Народноослободилачке борбе, доктор медицинских наука, универзитетски професор, лекар, санитетски пуковник ЈНА, академик и јунак социјалистичког рада.

## Биографија
Богдан Брецељ је рођен у Горици, 5. јуна 1906. године. Након основне школе и гимназије, студирао је медицину у Бечу и Инзбруку, где је и докторирао 1929. године. Специјализовао је хирургију 1935. године у Љубљани, а у Берлину, Болоњи, Бечу, Прагу и Падови ортопедију 1937. године. Исте године је преузео вођство Хируршко-ортопедског одељења у Љубљани.
Био је један од оснивача Медицинског одбора Ослободилачког фронта у Љубљани. Италијански фашисти су га због тога два пута хапсили 1943. године а он је успео да побегне и пребаци се на ослобођену територију где се прикључио Народноослободилачкој борби и до краја рата је обављао различите функције. Од 1944. био је главни хирург у медицинском делу Главног штаба Народноослободилачке војске и партизанских одреда Словеније. Године 1945. постао је регионални организациони секретар Народноослободилачког одбора Словеначког приморја и Трста.
По завршетку рата, на Медицинском факултету у Љубљани изабран је за продекана 31. августa 1945. године, а 1946. основао је катедру за Клиничку ортопедију на Медицинском факултету. Такође је био заслужан за организовање ортопедских болница за лечење остеоартикуларне туберкулозе широм Словеније, у Ровињу, Шемпетеру при Горици и Алкарану и основаних институција за рехабилитацију: Дом омладине особа са инвалидитетом Камник, Институт за рехабилитацију ЛРС Љубљана и Центар за медицинску рехабилитацију Лашко. Од 1947. године био је лични лекар, а 1951. године је био члан лекарске екипе која је оперисала Јосипа Броза Тита. Године 1948. основао је прву физиотерапеустку школу у Ровињу. На његов предлог, 1958. уведен је студијски предмет на студијама медицине Основе физиотерапије и рехабилитације. Под његовим руководством уведене су нове методе лечења: атропластика са протезом, отворени третман остеоартикуларна туберкулозе користећи конзервативну хомоиотрансплантатов кост и организовао је коштану банку прву у Словенији, која је била прва те врсте у Југославији. Увео је нови метод хируршког лечења конгениталне дислокације кука, користећи остеосинтетички материјал. Такође је усавршио сектор прве помоћи и 20 година је водио Горску службу спасавања, организовајући бројне курсеве везане за планинско спасавање. У време болести председника СФРЈ Јосипа Броза Тита, од 3. јануара 1980. до његове смрти, 4. маја 1980. године, био је шеф лекарског конзилијума.
Академик Брецељ био је редовни члан Словеначке академије наука и уметности (САЗУ) од 1949. године, дописни члан Српске академије наука и уметности (САНУ) од 1961. године и Хрватске академије наука и уметности (ХАЗУ) од 1963. године као и члан Совјетске академије медицинских наука, почасни члан Словеначке медицинске асоцијације и Међународног друштва за ортопедску хирургију и трауматологију.
Носилац је Партизанске споменице 1941. и других југословенских одликовања, међу којима су — Орден јунака социјалистичког рада, Орден југословенске заставе са лентом, Орден Републике са златним венцем, Орден заслуга за народ са златном звездом и Орден рада са црвеном заставом.
Добитник је Награда АВНОЈ-а 1968. године и Награде Кидрич 1986. године.
Године 1967. постао је члан Савета Федерације. Након одласка у пензију 1976. године, изабран је за почасног професора Љубљанског универзитета. На стогодишњицу словеначког лекарског друштва изабран је за почасног члана.
Аутор је неколико књига и преко 100 стручних научних радова у домаћим и међународним часописима.
Његов отац Антон Брецељ био је лекар, док је његов брат Маријан Брецељ био друштвено-политички радник и народни херој Југославије.